# Неріо II Аччаюолі
Неріо II (італ. Neri II Acciaiuoli; 1416 — 1451) — герцог Афінський в 1435—1439 і 1441—1451 роках.

## Життєпис
Походив з флорентійського роду Аччаюолі. Син Франческо Аччаюолі, сеньйора Сікаміно, й Маргарити Мальпігі. Народився 1416 року. 1419 року успадкував батьківські землі. Невдовзі був оголошений спадкоємцем афінського герцога Антоніо I. Брати Неріо — Антоніо та Джованні стали єпископ Кефалонії й архієпископ Фів відповідно.
Неріо в Афінах здобув ґрунтовну освіту італійського штибу. Водночас вільно володів грецькою мовою та з дитинства захопився античними старожитностями.
1435 року після смерті Антоніо I мусив вступити в боротьбу з герцогською удовою Марією Меліссеною, яку підтримували візантійці. Але за допомогою франкських баронів та османів зумів здобути перемогу. Марію було вислано з герцогства.
1439 року під час перебування в Тоскані внаслідок інтриг молодшого брата Антоніо був повалений османами. Він перебрався до Флоренції, де був учасником вселенського собору.
1441 року після смерті брата Антоніо II, поваливши удову того Марію Дзодзі, Неріо II повернув собі владу в Афінському герцогстві. У 1444 році брав участь у війні проти Османської імперії на боці Костянтина Палеолога, деспота Мореї. У відповідь султана Мехмед II відправив Омер-пашу проти Неріо II. Той ще до початку бойових дій розірвав угоду з Палеологом, відправив посольство до султана з проханням про прощення. Своєю чергою деспот Мореї, роздратований цими діями герцога, захопив Фіви і Лівадію, змусивши Неріо II скласти йому васальну присягу.
1446 року османські війська відвоювали Фіви у Мореського деспотату, але не повернув місто Афінському герцогству. Неріо II був змушений визнати себе васалом султана і виплачувати йому данину (за це отримав Фіви), а небіж Франческо був відправлений до Едірне в якості заручника. Потім герцог змушений був брати участь в поході Тураханоглу Омер-бея з метою захоплення Коринфу і Сікіону, що належали Мореї. Міста були сплюндровані.
Помер 1451 року. Йому спадкував син Франческо I.

## Меценат
Через цікавість до стародавньої історії Греції зібрав в Афінах найвідоміші пам'ятки еллінського світу, які можна було знайти в Греції. Другом герцога був відомий італійський гуманіст Кіріако Анконський, який колекціонував давньогрецькі артефакти і займався копіюванням античних написів, щоб уберегти їх від забуття. Він відвідав майже всі країни Середземномор'я, всюди досліджуючи археологічні пам'ятники.

## Родина
Дружина — К'яра, донька Нікколо III Дзодзі, маркиза Бодоніци.
Діти:
- Франческо (1440—після 1454), герцог Афінський